# Nils Ferlins torg

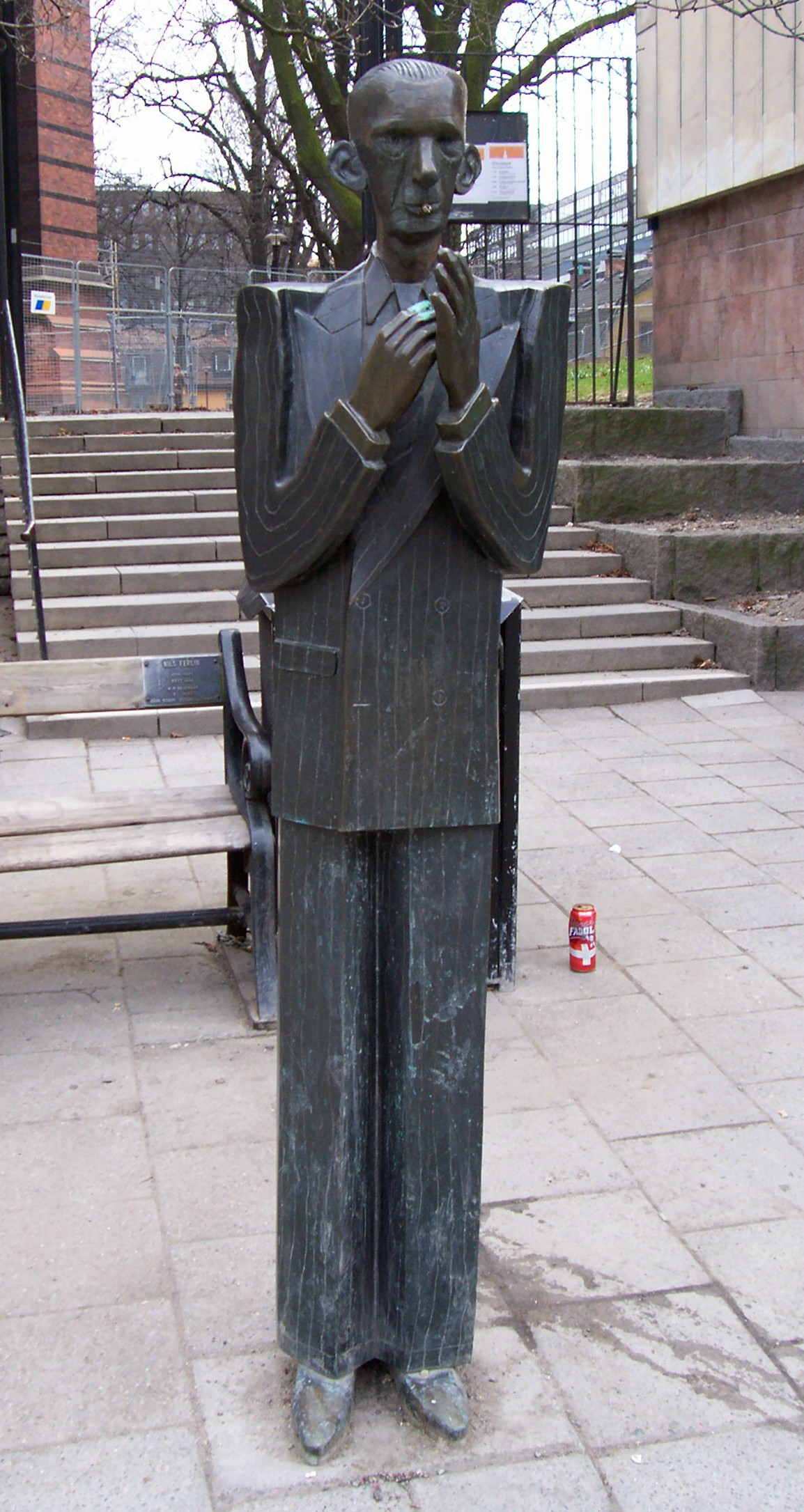
Karl Göte Bejemarks staty över Nils Ferlin på Nils Ferlins torg.

Nils Ferlins torg är en liten plats i centrala Stockholm. Torget ligger mellan byggnaderna Klarabergsgatan 33–35 och Klarabergsgatan 37 och fick 1982 sitt namn efter poeten Nils Ferlin. Ferlin gästade ofta Klarakvarterens krogar, hotell och tidningsredaktioner.
Bakgrunden till att en plats uppstod på detta ställe var en arkitekttävling om bebyggelsen norr om Klara kyrkas gamla kyrkogård. Enligt en motion i Stockholms stadsfullmäktige från 1953 skulle tomten lämnas obebyggd efter att de tidigare byggnaderna hade rivits för att lämna plats för bygget av tunnelbanan. Man menade att Klara kyrkas kyrkogård skulle "få kontakt med Klarabergsgatan" på liknande sätt som Adolf Fredriks kyrka har med Sveavägen. Stockholms skönhetsråd och Samfundet S:t Erik stödde motionen.
Generalplaneberedningen och byggnadsnämnden hade en motsatt mening och fann "att ej tillräckligt skäl förefunnos att lämna kvarteret Klockstället (nuvarande Orgelpipan 5) obebyggd". Samma uppfattning hade även arkitekt Lennart Tham. Han kom fram till att den nya bebyggelsen skulle utgöra en "skärm" mellan den i framtiden hårt trafikerade Klarabergsgatan och kyrkogården och ge den "det lugn och den rofylldhet, som alltid varit utmärkande för Klaras gamla kyrkogård". Tham och hans medarbetare Leif Olav Moen fick sedermera uppdraget att rita båda kontorsbyggnaderna och de valde  att lämna ett cirka 13 meter brett mellanrum (nuvarande Nils Ferlins torg) mellan dem, som blev en entré till kyrkogården. På torget finns under sommarhalvåret även en uteservering tillhörande kaféet Kafferepet, som funnits på platsen sedan 1950-talet.
I juli 1982 föreslog Namnberedningen att ge platsen namnet Nils Ferlins torg. Samtidigt restes Karl Göte Bejemarks bronsstaty över Nils Ferlin, där han står rökande en cigarett. 
Under våren 2013 togs statyn bort för att förvaras i magasin under tiden som det pågick ombyggnationer i området.